# NGC 993
NGC 993 = NGC 994 ist eine elliptische Galaxie vom Hubble-Typ E/S0 im Sternbild Walfisch südlich der Ekliptik. Sie ist schätzungsweise 310 Millionen Lichtjahre von der Milchstraße entfernt und hat einen Durchmesser von etwa 65.000 Lj.

Im selben Himmelsareal befinden sich u. a. die Galaxien NGC 1004, NGC 1007, NGC 1008, IC 241.
Das Objekt wurde am 15. Januar 1865 von dem Astronomen Albert Marth mithilfe eines 48-Zoll-Teleskops entdeckt. Am 17. Oktober 1885 wurde sie unabhängig davon auch durch Lewis A. Swift entdeckt, was später zum Katalogeintrag NGC 994 führte.